# Potamioú
Potamioú (grec moderne : Ποταμιού) est un village de Chypre de plus de 36 habitants.